# Oliver Fuentes
Oliver Fuentes Sardans, (nacido el 5 de febrero de 1975 en San Juan de Torruella, Barcelona) es un exjugador de baloncesto español. Con 1.94 de estatura, su puesto natural en la cancha era el de escolta. En sus inicios en ACB era una gran promesa, pero únicamente con 21 años se tuvo que retirar por un problema físico en los hombros.

## Trayectoria
- Colegio Sant Joan de Vilatorrada.
- Cantera  Bàsquet Manresa y FC Barcelona.
- FC Barcelona (1992-1994), Juega partidos con el primer equipo.
- Baloncesto León (1994-1996)
- CB Murcia (1996), es cortado en octubre.